# Carl Hinze
Carl Hinze (* 30. August 1999 in Hildesheim) ist ein ehemaliger deutscher Bahnradsportler, der auf die Kurzzeitdisziplinen spezialisiert war.

## Sportliche Laufbahn
2014 begann Carl Hinze mit dem Bahnradsport, nachdem er wegen einer Krankheit ein Jahr zuvor gar keinen Sport treiben durfte.
2016 wurde Hinze dreifacher deutscher Junioren-Meister im Sprint, Keirin und im Teamsprint (mit Tilman Ribbeck und Nick Rother). Bei den Junioren-Weltmeisterschaften im selben Jahr errang er im Teamsprint gemeinsam mit Nik Schröter und Felix Zschocke die Bronzemedaille. Bei den Bahnradsport-Weltmeisterschaften der Junioren 2017 in Montichiari gewann er jeweils Silber im 1000-Meter-Zeitfahren und im Teamsprint (mit Timo Bichler und Elias Edbauer). Im Teamsprint fuhr er gemeinsam mit Bichler und Edbauer über 750 Meter eine neue deutsche Rekordzeit von 44,995 Sekunden. Wenige Tage später stellte er mit 1:02,063 Minuten einen neuen deutschen Junioren-Rekord über 1000 Meter auf. Bei den Junioren-Europameisterschaften errang er Silber über 1000 Meter und mit Bichler und Edbaur Bronze im Teamsprint. Im Jahr darauf belegten Hinze, Marc Jurczyk und Nik Schröter Rang drei.
Im Dezember 2018 startete Carl Hinze für das Track Team Brandenburg beim Lauf des Bahnrad-Weltcups 2018/19 in Berlin mit Anton Höhne und Eric Engler im Teamsprint. 2022 beendete er seine sportliche Laufbahn.

## Diverses
Eine ältere Schwester von Carl Hinze ist die Bahnradsportlerin Emma Hinze. Er besuchte das Sportgymnasium Schwerin (Stand 2018).

## Erfolge
2016
- Junioren-Weltmeisterschaft – Teamsprint (mit Nik Schröter und Felix Zschocke)
- Deutscher Junioren-Meister – Sprint, Keirin, Teamsprint (mit Tilman Ribbeck und Nick Rother)

2017
- Junioren-Weltmeisterschaft – 1000-Meter-Zeitfahren, Teamsprint (mit Timo Bichler und Elias Edbauer)
- Junioren-Europameisterschaft – 1000-Meter-Zeitfahren
- Junioren-Europameisterschaft – Teamsprint (mit Timo Bichler und Elias Edbauer)
- Deutscher Junioren-Meister – Sprint

2018
- U23-Europameisterschaft – Teamsprint (mit Marc Jurczyk und Nik Schröter)